# Canguçu (ort)
Canguçu är en ort i Brasilien.   Den ligger i kommunen Canguçu och delstaten Rio Grande do Sul, i den södra delen av landet, 1 800 km söder om huvudstaden Brasília. Canguçu ligger 406 meter över havet och antalet invånare är 20 134.
Terrängen runt Canguçu är huvudsakligen platt, men åt nordost är den kuperad. Det finns inga andra samhällen i närheten.
I omgivningarna runt Canguçu växer huvudsakligen savannskog. Runt Canguçu är det glesbefolkat, med 14 invånare per kvadratkilometer.